# Pontivy
Pontivy település Franciaországban, Morbihan megyében. Lakosainak száma 14 547 fő (2022. január 1.). Pontivy Noyal-Pontivy, Saint-Thuriau, Le Sourn, Malguénac, Cléguérec és Neulliac községekkel határos.

## Népesség
A település népességének változása:
| Lakosok száma | 11 412 | 12 675 | 13 140 | 13 518 | 13 915 | 14 117 | 14 606 | 15 064 | 15 092 | 14 547 |
|               | 1968   | 1982   | 1990   | 2006   | 2013   | 2015   | 2017   | 2019   | 2020   | 2022   |